# Valle del Lago Salato

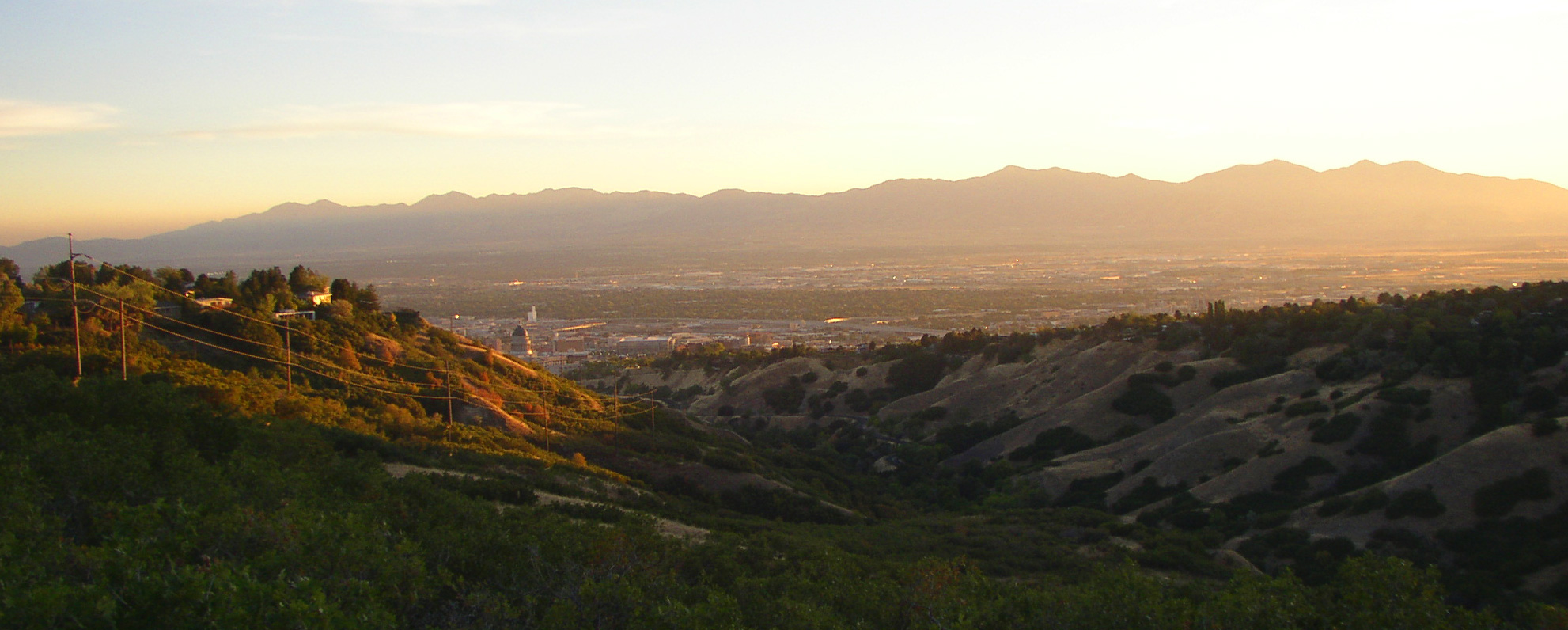
Una porzione della Salt Lake Valley con i Monti Oquirrh sullo sfondo.

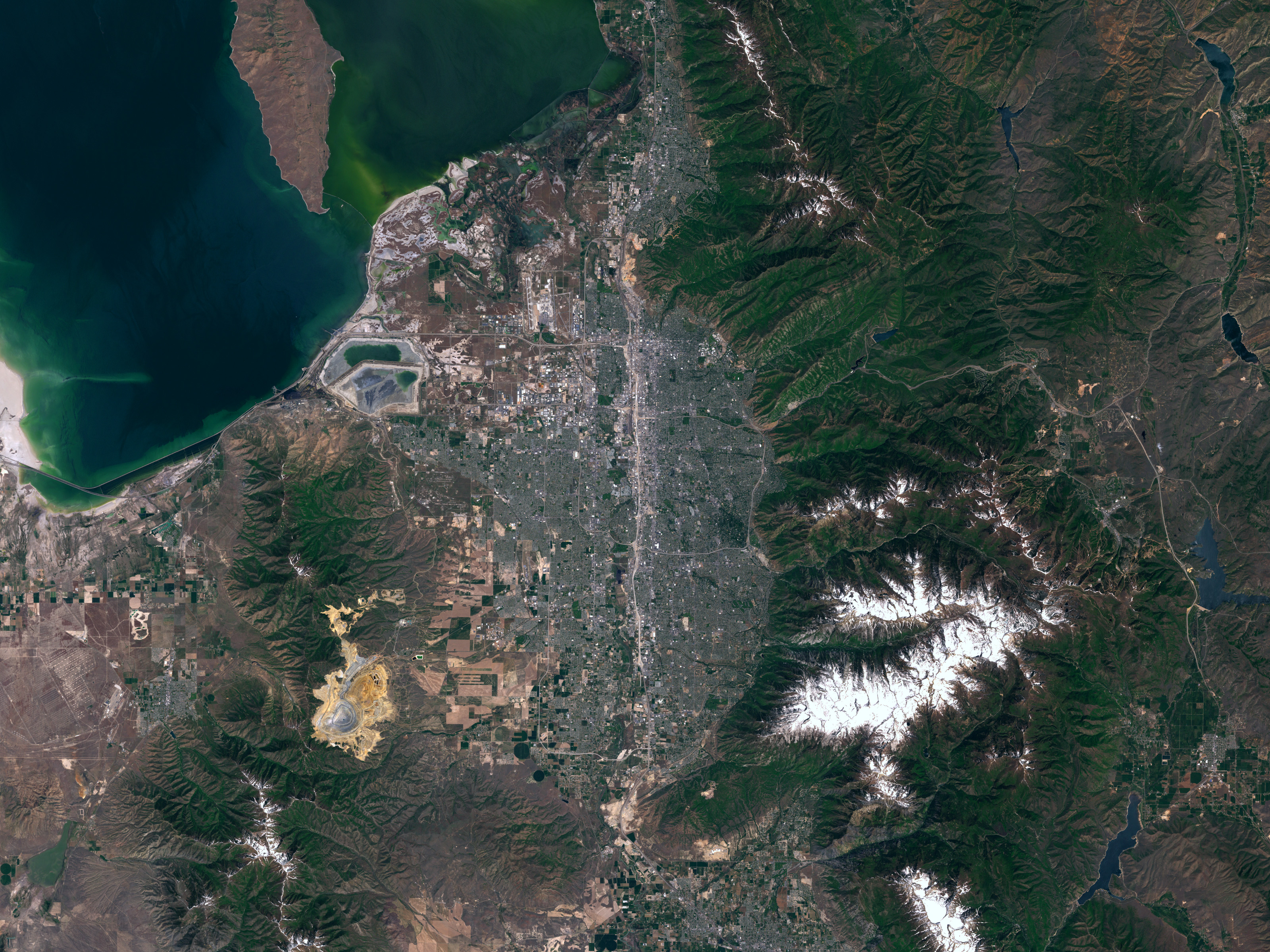
La Valle del Lago Salato vista dal satellite.

La Valle del Lago Salato o Salt Lake Valley è una valle di 1 295 km² nella Contea di Salt Lake, nel centro-nord dello Stato americano dello Utah. In essa sorge Salt Lake City e molti dei suoi sobborghi, in particolare West Valley City, Murray, Sandy, e West Jordan; la popolazione totale al 2005 è di 948.172 abitanti. La valle è circondata in ogni direzione, tranne che il settore nord-ovest, da montagne scoscese, che in alcuni punti raggiungono i 3700 m di altezza. Si trova circondata dai Monti Wasatch ad est, dali Monti Oquirrh a ovest, dalle Traverse Ridge a sud e dal Gran Lago Salato a nord-ovest, con la vista sui picchi di Antelope Island.
Gli ingressi della valle sono molto stretti e spesso congestionati. Essi comprendono il Punto della Montagna a sud attraverso il Jordan Narrows, un divario nelle montagne di Traverse, gli stretti ingressi tra il Grande Lago Salato e i Monti Oquirrh a nord-ovest e il Grande Lago Salato e le Montagne Wasatch a nord, oltre a diversi canyon ad est compreso Canyon Parley's e l'Emigration Canyon.
Il fiume Jordan scorre dal lago Utah sfociando nel Gran Lago Salato, tagliando in due la valle insieme a numerosi affluenti e fornendo acqua per l'irrigazione alla valle. Le uniche aree che non sono state urbanizzate sono vicino al Grande Lago Salato, impedite dalle frequenti inondazioni, e nell'estremo ovest e nella metà sud-ovest della valle, ma anche queste zone stanno cominciando a sperimentare gli effetti della rapida espansione dell'area urbana di Salt Lake City.